# Alpi di Lanzo e dell'Alta Moriana
Le Alpi di Lanzo e dell'Alta Moriana (Alpes de la Haute Maurienne et de Lanzo in francese - dette anche Alpi Graie Meridionali) sono una sottosezione delle Alpi Graie.
Costituiscono la parte meridionale delle Alpi Graie dal colle del Moncenisio fino al Colle Galisia. Prendono il nome dalle valli di Lanzo che le contornano ad est e dalla Moriana che le contornano ad ovest.

## Definizione
Secondo la SOIUSA le Alpi di Lanzo e dell'Alta Moriana sono una sottosezione delle Alpi Graie.
Secondo il Touring Club Italiano ed il Club Alpino Italiano nella collana Guida dei Monti d'Italia esse sono definite come Alpi Graie Meridionali.
Secondo altre definizioni più tradizionali insieme alle Alpi della Grande Sassière e del Rutor costituivano il gruppo centrale delle Alpi Graie.

## Delimitazione
Confinano:
- a nord con le Alpi del Gran Paradiso (nella stessa sezione alpina) e separate dal fiume Orco;
- ad est si stemperano nella pianura padana;
- a sud con le Alpi del Monginevro (nelle Alpi Cozie) e separate dalla Dora Riparia;
- a sud-ovest con le Alpi del Moncenisio (nelle Alpi Cozie) e separate dal colle del Moncenisio;
- ad ovest con le Alpi della Vanoise e del Grand Arc (nella stessa sezione alpina) e separate dal colle dell'Iseran;
- a nord-ovest con le Alpi della Grande Sassière e del Rutor (nella stessa sezione alpina) e separate dal Colle Galisia.

Ruotando in senso orario i limiti geografici sono: Colle del Moncenisio, fiume Arc, Colle dell'Iseran, fiume Isère, Colle Galisia, Valle dell'Orco, Pianura padana, Val di Susa, Val Cenischia, Colle del Moncenisio.

## Suddivisione
Secondo la SOIUSA le Alpi di Lanzo e dell'Alta Moriana sono una sottosezione alpina con la seguente classificazione:
- Grande parte = Alpi Occidentali
- Grande settore = Alpi Sud-occidentali
- Sezione = Alpi Graie
- Sottosezione = Alpi di Lanzo e dell'Alta Moriana
- Codice = I/B-7.I

Secondo la SOIUSA le Alpi di Lanzo e dell'Alta Moriana sono a loro volta suddivise in tre supergruppi, nove gruppi e 17 sottogruppi:
- Catena Rocciamelone-Charbonnel (A)
  - Gruppo Roncia-Lamet (A.1)
    - Nodo della Punta Roncia (A.1.a)
    - Nodo della Punta Lamet (A.1.b)

  - Gruppo del Rocciamelone (A.2)
    - Nodo del Rocciamelone (A.2.a)
    - Cresta Lunella-Arpone (A.2.b)

  - Gruppo del Charbonnel (A.3)
- Catena Arnas-Ciamarella (B)
  - Gruppo Autaret-Ovarda (B.4)
    - Cresta Autaret-Lera-Arnas (B.4.a)
    - Sottogruppo dell'Ovarda (B.4.b)
    - Cresta Ciorneva-Montù-Marmottere (B.4.c)

  - Gruppo Bessanese-Albaron (B.5)
    - Sottogruppo della Bessanese (B.5.a)
    - Cresta Albaron-Grand Fond (B.5.b)

  - Gruppo Ciamarella-Mondrone (B.6)
    - Sottogruppo della Ciamarella (B.6.a)
    - Cresta del Mondrone (B.6.b)

  - Gruppo Sea-Mulinet (B.7)
    - Sottogruppo Sea-Monfret (B.7.a)
    - Sottogruppo Gura-Mulinet-Martellot (B.7.b)
- Catena Levanne-Aiguille Rousse (C)
  - Gruppo delle Levanne (C.8)
    - Nodo delle Levanne (C.8.a)
    - Cresta Unghiasse-Bellavarda (C.8.b)

  - Gruppo Cima d'Oin-Aiguille Rousse (C.9)
    - Sottogruppo della Cima d'Oin (C.9.a)
    - Sottogruppo Aiguille Rousse-Aiguille Pers (C.9.b)

I tre supergruppi sono disposti parallelamente da sud verso nord. Più a sud si trova la Catena Rocciamelone-Charbonnel; nel centro la Catena Arnas-Ciamarella; più a nord la Catena Levanne-Aiguille Rousse.

## Vette

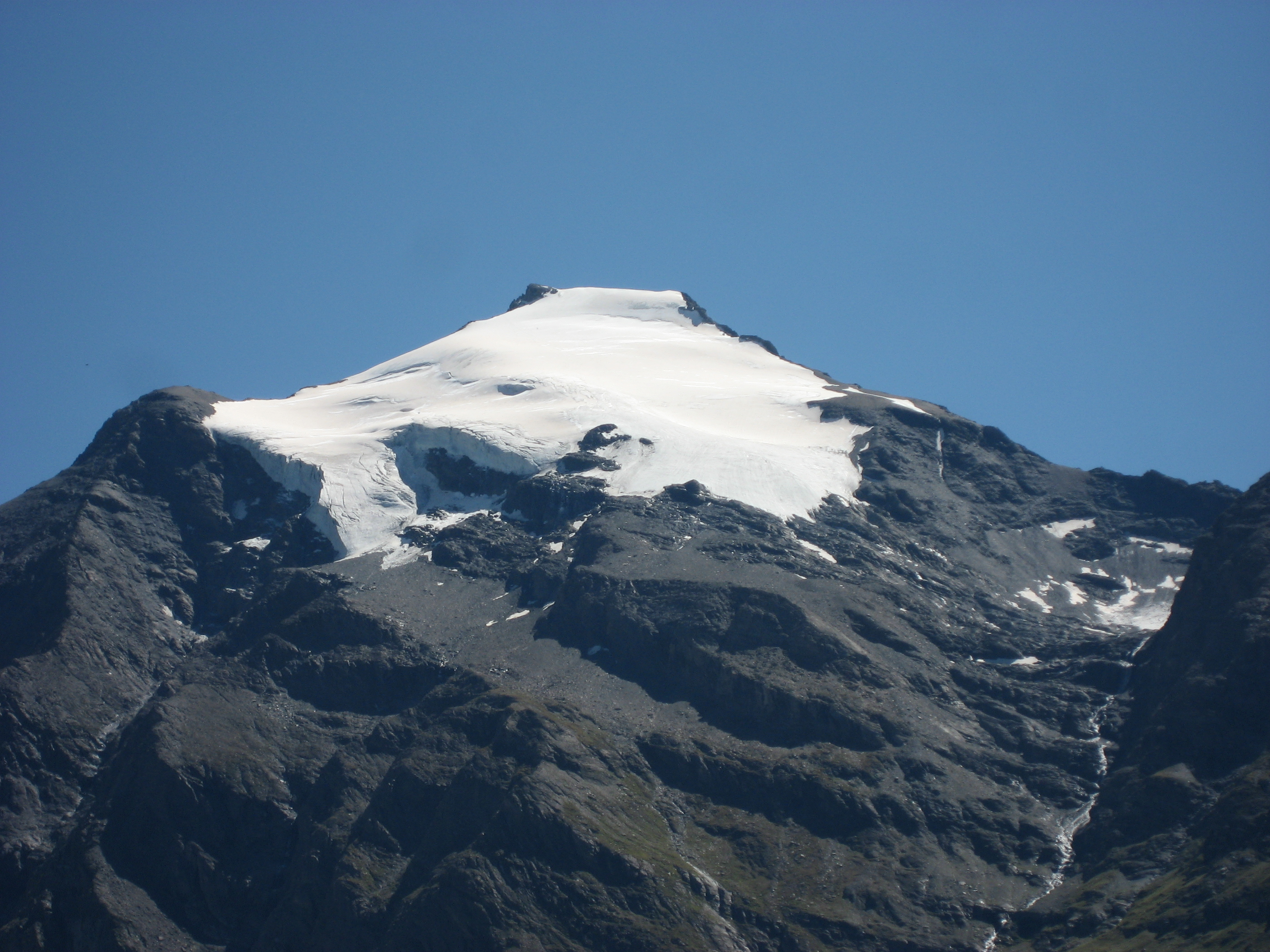
La Punta di Charbonnel, vetta più alta delle Alpi di Lanzo e dell'Alta Moriana.

Le vette principali delle Alpi di Lanzo e dell'Alta Moriana sono:
- Punta di Charbonnel - 3.760 m
- Uia di Ciamarella - 3.676 m
- Albaron di Savoia - 3.638 m
- Levanna Centrale - 3.619 m
- Punta Roncia - 3.612 m
- Uia di Bessanese - 3.604 m
- Punta d'Arnas - 3.560 m
- Croce Rossa - 3.546 m
- Rocciamelone - 3.538 m
- Punta Chalanson - 3.530 m
- Punta Lamet - 3.504 m
- Grande Aiguille Rousse - 3.482 m
- Monte Collerin - 3.475 m
- Roc du Mulinet - 3.469 m
- Aiguille Pers - 3.451 m
- Punta Marmottere - 3.384 m
- Punta Sulè - 3.384 m
- Signal du Grand Mont Cenis - 3.377 m
- Monte Lera - 3.355 m
- Cima d'Oin - 3.280 m
- Signal de l'Iseran - 3.237 m
- Torre d'Ovarda - 3.075 m
- Monte Palon - 2.965 m
- Uia di Mondrone - 2.964 m
- Monte Unghiasse - 2.939 m
- Monte Ciorneva - 2.918 m
- Punta Lunella - 2.772 m
- Bellavarda - 2.345 m
- Monte Civrari - 2.302 m
- Punta della Croce - 2.234 m
- La Cialma - 2.193 m
- Monte Soglio - 1.971 m
- Monte Rognoso - 1.952 m
- Monte Arpone - 1.602 m
- Monte Colombano - 1.658 m
- Uja di Calcante - 1.614 m
- Monte Caprasio - 1.508 m
- Monte Curt - 1.323 m
- Monte Rosselli - 1.205 m
- Monte Musinè - 1.150 m

## Rifugi
Per facilitare l'escursionismo e la salita alle vette le Alpi di Lanzo e dell'Alta Moriana sono dotate di diversi rifugi:
- Rifugio Vittorio Raffaele Leonesi - 2.909 m
- Rifugio Cà d'Asti - 2.854 m
- Rifugio du Carro - 2.760 m
- Rifugio Bartolomeo Gastaldi - 2.659 m
- Rifugio Ernesto Tazzetti - 2.642 m
- Rifugio Luigi Cibrario - 2.616 m
- Rifugio des Evettes - 2.590 m
- Rifugio Paolo Daviso - 2.280 m
- Rifugio Guglielmo Jervis - 2.250 m
- Rifugio dell'Averole - 2.210 m
- Rifugio du Criou - 2.100 m
- Rifugio Città di Cirié - 1.850 m